# Arrondissement de Médina Sabakh

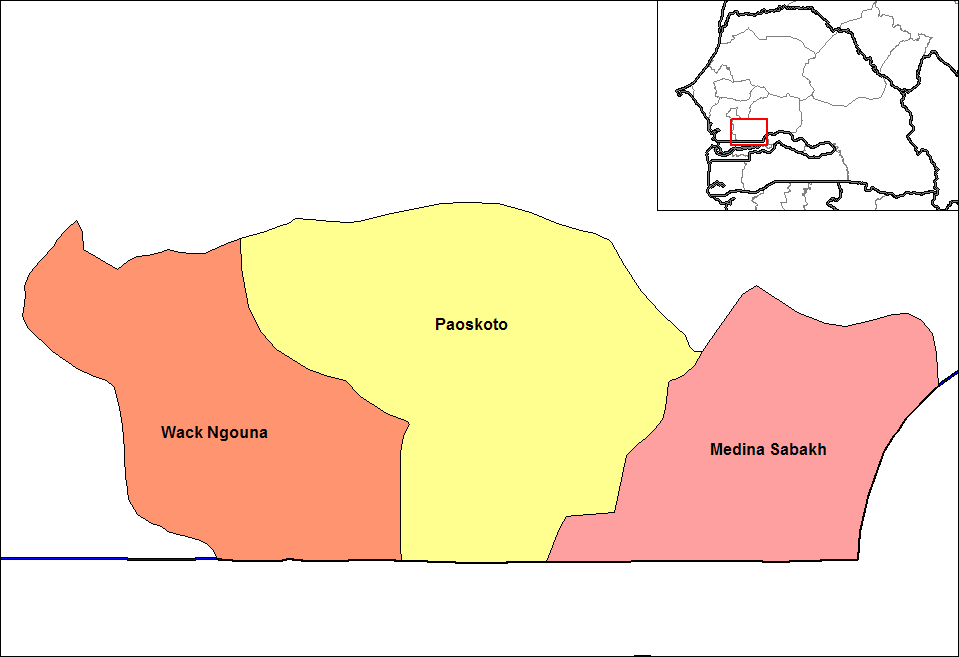
Situation dans le département de Nioro du Rip

L'arrondissement de Médina Sabakh est l'un des arrondissements du Sénégal. Il est situé dans le département de Nioro du Rip et la région de Kaolack.
Il compte trois communautés rurales :
- Communauté rurale de Kayemor
- Communauté rurale de Médina Sabakh
- Communauté rurale de Ngayène

Son chef-lieu est Médina Sabakh.